# Ligne 181 (chemin de fer slovaque)
La ligne 181 des chemins de fer Slovaque relie Kraľovany à Trstená.

## Histoire
Un différend territorial entre la Pologne et la Tchécoslovaquie dans l'entre-deux-guerres a modifié plusieurs fois la frontière dans les environs de Suchá Hora. Après la Seconde Guerre mondiale, le trafic international n'a pas été renouvelé.
La tronçon entre Trstená et Suchá Hora est mentionné pour la dernière fois dans les horaires des chemins de fer de 1970/71. Il est administrativement abandonné le 1er janvier 1975.

### Mise en service[1]
- Kraľovany - Oravský Podzámok 4 décembre 1898
- Oravský Podzámok - Tvrdošín 18 juin 1899
- Tvrdošín - Suchá Hora 21 décembre 1899